# Turá
Turá (ungarisch Tőre)  ist eine Gemeinde im Westen der Slowakei mit 229 Einwohnern (Stand 31. Dezember 2024), die zum Okres Levice, einem Teil des Nitriansky kraj, gehört.

## Geographie
Die Gemeinde befindet sich im Ostteil des slowakischen Donautieflands, am rechten Ufer des unteren Hron. Das Ortszentrum liegt auf einer Höhe von 154 m n.m. und ist 17 Kilometer von Levice entfernt.
Nachbargemeinden sind Vyšné nad Hronom im Norden und Osten, Žemliare im Südosten, Jur nad Hronom im Süden, Tekovské Lužany im Südwesten, Ondrejovce im Westen und Tekovský Hrádok im Nordwesten.

## Geschichte
Die heutige Gemeinde entstand 1888 durch Zusammenschluss der bis dahin selbständigen Orte Malá Turá (damals ungarisch Kistőre) und Veľká Turá (damals ungarisch Nagytőre).
Das Gemeindegebiet wurde in der Kupfersteinzeit besiedelt, es gab hier eine Siedlung der Linearbandkeramischen Kultur sowie eine der Maďarovce-Kultur aus der frühen Bronzezeit.
Veľká Turá wurde zum ersten Mal 1264 als Ture schriftlich erwähnt und war Besitz von Familien wie Arsányi, Miskolc-Bés, Simonyi sowie der örtlichen landadligen Familie. Im 16. Jahrhundert waren die Prämonstratenser aus Šahy und die Familie Batthyány die Besitzer, später folgten Familien wie Szentiványi, Mednyánszky und Majláth. 1663 plünderten türkische Truppen den Ort. 1534 gab es 11 Porta, 1601 standen zwei Landsitze und 37 Häuser, 1720 wohnten 12 Steuerzahler hier, 1828 zählte man 43 Häuser und 286 Einwohner, die als Landwirte, im 18. Jahrhundert auch als Hirten beschäftigt waren.
Malá Turá entstand später und ist 1411 ersturkundlich als Kis Teöre erwähnt und war Besitz der Familie Simonyi. 1534 gab es sieben Porta, 1828 zählte man 19 Häuser und 119 Einwohner.
Bis 1918 gehörte der im Komitat Bars liegende Ort zum Königreich Ungarn und kam danach zur Tschechoslowakei beziehungsweise heute Slowakei. Auf Grund des Ersten Wiener Schiedsspruchs lag er 1938–1945 noch einmal in Ungarn.

## Bevölkerung
| Jahr                | 1994 | 2004    | 2014    | 2024    |
| ------------------- | ---- | ------- | ------- | ------- |
| Anzahl der Personen | 249  | 241     | 227     | 229     |
| Unterschied         |      | −3,21 % | −5,80 % | +0,88 % |

| Jahr                | 2023 | 2024    |
| ------------------- | ---- | ------- |
| Anzahl der Personen | 231  | 229     |
| Unterschied         |      | −0,86 % |

Nach der Volkszählung 2011 wohnten in Turá 228 Einwohner, davon 129 Magyaren, 97 Slowaken und ein Tscheche. Ein Einwohner machte keine Angabe zur Ethnie.
169 Einwohner bekannten sich zur römisch-katholischen Kirche, 23 Einwohner zur reformierten Kirche, sieben Einwohner zur Evangelischen Kirche A. B., drei Einwohner zur griechisch-katholischen Kirche und ein Einwohner zur evangelisch-methodistischen Kirche. 21 Einwohner waren konfessionslos und bei vier Einwohnern wurde die Konfession nicht ermittelt.

## Bauwerke
- Kapelle im Spätbarockstil aus dem Jahr 1778